# Bimöhlen
Bimöhlen ist eine Gemeinde mit dörflichem Charakter im Kreis Segeberg in Schleswig-Holstein. Sie gehört dem Amt Bad Bramstedt-Land an und ist Bestandteil vom Holsteiner Auenland.

## Geografie

### Geografische Lage
Das Gemeindegebiet von Bimöhlen erstreckt sich im Naturraum Holsteinische Vorgeest entlang der das Gemeindegebiet in Ost-West-Richtung durchziehenden Osterau. Im östlichen Gemeindegebiet erhebt sich der bewaldete Weider Berg bis auf 44,6 m ü. NHN.

### Gemeindegliederung
Das amtliche Wohnplatzverzeichnis führt neben dem Dorf gleichen Namens keine weiteren Ortsteile. Im Sammelwerk Schleswig-Holstein-Topographie ist als weiterer Ortsteil Hofweide aufgeführt.

### Nachbargemeinden
Angrenzende Gemeindegebiete von Bimöhlen sind:
|               | Wiemersdorf, Großenaspe                     |            |
| Bad Bramstedt | Kompassrose, die auf Nachbargemeinden zeigt | Heidmühlen |
|               | Bad Bramstedt, Hasenmoor                    |            |

### Geologie
Die Bodenstruktur in Bimöhlen ist geprägt durch sandige, teilweise auch moorige Sedimente. Das Hasenmoor befindet sich im südlichen Gemeindegebiet und steht unter Naturschutz.
Die durch das Gemeindegebiet fließende Osterau, der orografisch rechte Quellfluss der Bramau, ist weitgehend naturbelassen und bei Kanuten beliebt. Sie bildet den Kern des FFH Gebietes „Osterautal“.

## Geschichte
Geologische Funde belegen, dass das Gemeindegebiet seit der Jungsteinzeit besiedelt ist. Es gibt auch einige bronzezeitliche Grabhügel.
Ob sich der Ortsname von „Boios Mühle“ oder „Mühle bei der Flusskrümmung“ (böge) ableitet, ist unklar.
Urkundlich erwähnt wurde Bimöhlen erstmals 1189. Damals bestand hier eine Turmhügelburg, von der heute noch denkmalgeschützte Reste erhalten sind. Der Ort selbst war ursprünglich ein Rundling.
Bis ins 13. Jahrhundert hinein wurde Raseneisenstein abgebaut.
Im Hasenmoor wurde bis 1973 Torf gestochen und zum Teil als Brennmaterial nach Neumünster geliefert.
Am 25. Februar 2016 ereignete sich bei Bimöhlen der Absturz eines Eurocopters 135 der Bundespolizei, bei dem zwei Menschen ums Leben kamen und eine dritte Person schwer verletzt wurde.

## Politik

### Gemeindevertretung
Bei der Kommunalwahl am 14. Mai 2023 wurden insgesamt elf Sitze vergeben. Von diesen erhielt die CDU sechs Sitze und die Bimöhler Wählergemeinschaft fünf Sitze.

### Wappen
Blasonierung: „Über grünem Schildfuß, darin ein goldener, mit goldener Torflast beladener Torfkarren, in Silber ein rotes Mühlrad mit jeweils zwölf Speichen und Schaufeln, das unten einen blauen Wellenbalken überdeckt.“

## Sehenswürdigkeiten
Der Wildpark Eekholt erstreckt sich anteilig (Bereich um den Parkeingang und Gaststätte) in der östlichen Gemarkung.

## Wirtschaft und Infrastruktur

### Wirtschaftsstruktur
Die Wirtschaftsstruktur von Bimöhlen ist seit jeher von der landwirtschaftliche Urproduktion geprägt. Es gibt heute auch einige Gewerbebetriebe im Gemeindegebiet, wie z. B. ein Malereibetrieb und ein Unternehmen aus der Branche Baustoffhandel. Daneben ist heute unter anderem die Pflegeeinrichtung „Mederius“ im Ort ansässig.

### Verkehr
Der motorisierte Individualverkehr erreicht die Gemeinde über die Segeberger Kreisstraße 111. Sie führt am nordwestlichen Dorfrand durch das Gemeindegebiet und bindet den Verkehr weiter nördlich an der Anschlussstelle Boostedt an die Bundesstraße 205 an. In westlicher Richtung verläuft sie bis ins Stadtgebiet von Bad Bramstedt. Von dieser Verbindung zweigt ins Dorf die Kreisstraße 89 ab.
Westlich der Dorflage durchquert in Nord-Süd-Richtung die Bundesautobahn 7 im Abschnitt zwischen den Anschlussstellen Großenaspe (Nr. 16) und Bad Bramstedt (Nr. 17) das Gemeindegebiet. An der Fahrbahn Richtung Süden befindet sich hier der nach der Gemeinde benannte Rastplatz.
Der Bahnhof Bad Bramstedt liegt 4 km entfernt.